# حركة التحرير والعدالة
حركة التحرير والعدالة هي جماعة متمردة في نزاع دارفور في السودان بقيادة الدكتور تيجاني سيسي. وهي تحالف من عشر منظمات متمردة دارفورية أصغر شكلت تجمعًا جديدًا في 23 فبراير 2010. في 20 مارس 2010، وقعت الحركة اتفاق وقف إطلاق النار مع الحكومة السودانية ووافقت على المحادثات التي يمكن أن تؤدي إلى اتفاق سلام نهائي. وشاركت في مفاوضات الدوحة للسلام التي عقدت في ديسمبر 2010 وفي يناير 2011، صرح زعيمها بأن الحركة قبلت المقترحات الأساسية لوثيقة سلام دارفور التي اقترحها الوسطاء المشتركون. في 29 يناير 2011، أصدر قادة الحركة وحركة العدل والمساواة المنافسة بيانًا مشتركًا أوضحوا التزامهم بمفاوضات الدوحة ووافقوا على حضور منتدى الدوحة في فبراير 2011. وقعت الحركة اتفاقية سلام دارفور الجديدة مع الحكومة السودانية في يوليو 2011. ومع ذلك، اندمجت فصائل مختلفة من الجماعة مع حركة العدل والمساواة.

## روابط خارجية
- الموقع الرسمي